# Baoying
Baoying léase: Báo-Ying (en chino:宝应县; pinyin:Bǎoyīng Xiàn) es un condado bajo la administración directa de la ciudad-prefectura de Yangzhou, provincia de Jiangsu, al este de la República Popular China. Baoying yace en la llanura aluvial de Huanghua con una altitud promedio de 5 m s. n. m. Su área total es de 1483 km² y su población proyectada para 2017 es de 894 900 habitantes.
El Baoying que vemos hoy apareció como fruto de la fusión de varios condados llamado originalmente Condado Anyi (安宜县) durante la Dinastía Sui. El 14 de mayo del 762 se renombró a Baoying. En marzo de 1983, se implementó el sistema de administración actual, y el condado de Baoying se subordinó a la ciudad de Yangzhou.

## Administración
El condado de Baoying se dividen en 14 pueblos  , que se administran en poblados, además cuenta con una zona franca para el comercio.

## Geografía
El condado de Baoying se encuentra en la parte central de la provincia de Jiangsu , en los tramos inferiores del río Huai , tiene una longitud de 55,7 kilómetros de este a oeste y de 47,4 kilómetros de norte a sur, con un área total de 1467 kilómetros cuadrados, de los cuales el área terrestre es de 979 kilómetros cuadrados, que representan el 66,7%, y el área de agua es de 488 kilómetros cuadrados, que representa el 33,3% del total.